# Scheepvaartmuseum
Een scheepvaartmuseum is een museum dat zich richt op het exposeren van onderwerpen met betrekking tot de scheepvaart. Over de gehele wereld zijn in landen met een maritieme geschiedenis maritieme musea te vinden. Enkele voorbeelden:

## In België
- Museum aan de Stroom, waarin een deel van de collectie van het Nationaal Scheepvaartmuseum is opgenomen
- Het Scheepvaartmuseum Baasrode

## In Curaçao
- Maritiem Museum Curaçao

## In Duitsland
- Deutsches Schiffahrtsmuseum in Bremerhaven
- Museum der Deutschen Binnenschifffahrt in Duisburg
- Museumshafen Oevelgönne in Hamburg.

## In Estland
- Maritiem museum van Estland

## In Finland
- Forum Marinum in Turku

## In Frankrijk
- Het Musée national de la Marine in Brest
- Het Havenmuseum van Duinkerke in Duinkerke
- Het Maritiem Museum in La Rochelle
- Het Musée maritime fluvial et portuaire de Rouen in Rouen

## In Groot-Brittannië
- National Maritime Museum in Londen
- Royal Naval Museum in Portsmouth
- Royal Navy Submarine Museum in Gosport

## In Indonesië
- Maritiem Museum (Jakarta)

## In Nederland

### Groningen
- Het Noordelijk Scheepvaartmuseum in Groningen

### Friesland
- Het Skûtsjemuseum De Stripe in Eernewoude
- Het Houtbouwmuseum De Helling in Heeg
- Het Koninklijke Rotterdamsche Lloyd Museum in Heerenveen
- Het Museum 't Fiskershúske in Moddergat
- Het Fries Scheepvaart Museum in Sneek
- Het Wrakkenmuseum op Terschelling

### Flevoland
- De Bataviawerf in Lelystad

### Utrecht
- De Museumwerf Vreeswijk in Nieuwegein

### Noord-Holland
- Het Scheepvaartmuseum in Amsterdam
- Het Werfmuseum 't Kromhout in Amsterdam
- Het Attractiepark Cape Holland in Den Helder
- Het Marinemuseum in Den Helder
- Het Nationaal Reddingmuseum Dorus Rijkers in Den Helder
- Het Flessenscheepjesmuseum in Enkhuizen
- Het Kaap Skil, voorheen het Maritiem- en Jutters Museum, in Oudeschild
- Het IJmuider Zee- en Havenmuseum in IJmuiden

### Zuid-Holland
- Het Binnenvaartmuseum in Dordrecht
- Het Katwijks Museum in Katwijk
- Het Nationaal Sleepvaart Museum in Maassluis
- De Scheepswerf De Delft in Rotterdam
- Het Maritiem Museum Rotterdam in Rotterdam
- Het Nationaal Baggermuseum in Sliedrecht
- Het Visserijmuseum in Vlaardingen
- Het Visserijmuseum Woudrichem in Woudrichem

### Zeeland
- Het Zeeuws maritiem muZEEum in Vlissingen
- Het Maritiem Museum in Zierikzee

### Limburg
- Het Maas Binnenvaartmuseum in Maasbracht

## In Noorwegen
- Het Norsk Sjøfartsmuseum in Oslo

## In Spanje
- Het Museu Marìtim in Barcelona

## In Suriname
- Het Maritiem Museum in Paramaribo

## In de Verenigde Staten
- Battleship Cove in Fall River
- United States Naval Shipbuilding Museum in Quincy (Massachusetts)